# Ivan Radoš
Ivan Radoš (sinh 21 tháng 2 năm 1984) là một cầu thủ bóng đá Croatia hiện tại thi đấu cho Diósgyőri VTK.

## Danh hiệu câu lạc bộ

### NK Moslavina
- Treća HNL:
  - Vô địch: 2005–06

### NK Croatia Sesvete
- Druga HNL:
  - Vô địch: 2007–08

### Diósgyőri VTK
- Ness Hungary NB II. Keleti csoport:
  - Vô địch: 2010-11
- Cúp liên đoàn Hungary (1): 2013–14